# Nathan Trent
Nathan Trent (Innsbruck, 1992. április 4. –) osztrák énekes. Édesanyja olasz, édesapja osztrák származású. Ő képviselte Ausztriát "Running on Air" című dalával a 2017-es Eurovíziós Dalfesztiválon Kijevben, ahol a 16. helyezett lett 93 ponttal.

## Zenei karrier
2003-ban részt vett a Kiddy Contest-ban.
Az iskola után tanult a Musik und Kunst Privatuniversität der Stadt Wien egyetemen 2016-ig. Trent játszott a  Theater in der Josefstadt-ban és a bécsi Metropolban.

## Diszkográfia

### Kislemezek
- "Like It Is" – 2016
- "Running on Air" – 2017

## Fordítás
- Ez a szócikk részben vagy egészben  a   Nathan Trent című német Wikipédia-szócikk fordításán alapul.  Az eredeti cikk szerkesztőit annak laptörténete sorolja fel. Ez a jelzés csupán a megfogalmazás eredetét és a szerzői jogokat jelzi, nem szolgál a cikkben szereplő információk forrásmegjelöléseként.